# 従軍記者

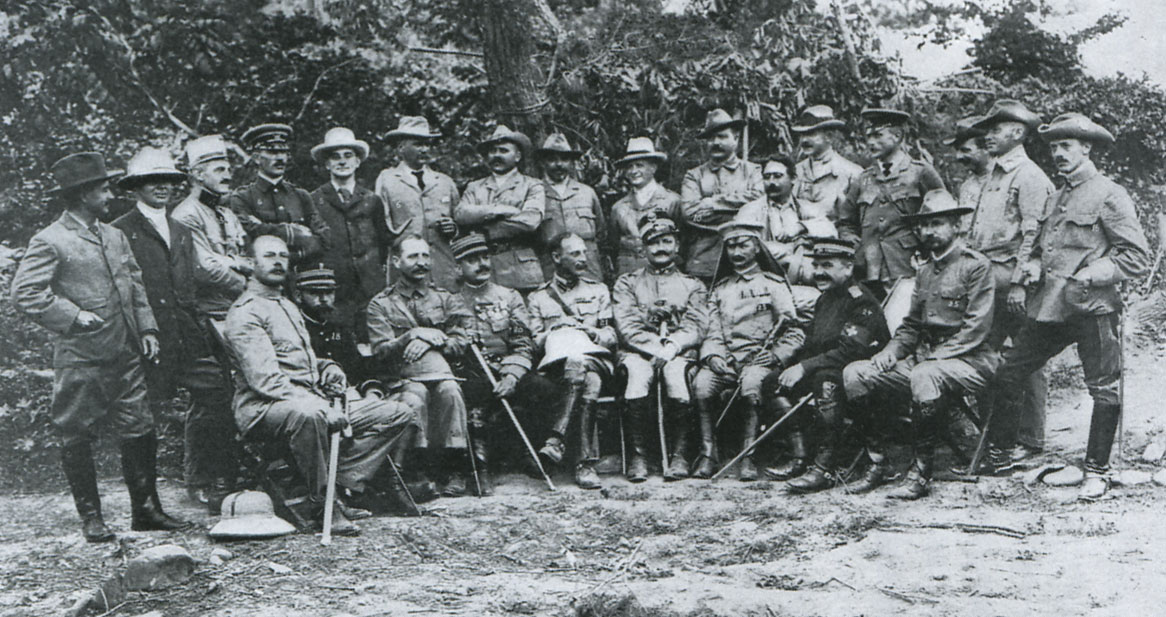
沙河会戦における観戦武官団および従軍記者団（1904年、日露戦争）

従軍記者（じゅうぐんきしゃ、英語: War Correspondent）とは、戦争中に軍隊と行動を共にする記者のこと。
軍隊と行動を共にすることで、その戦争に関するより詳しい記事やリポートをすることができる一方、その従軍している軍隊寄りの記事になる傾向があるのが難点である（イラク戦争におけるエンベデッド・ジャーナリズム等）。また、戦闘に巻き込まれた際の死傷の危険もある。

## 歴史
従軍記者自体の歴史は古く、記録上は紀元前の戦争において既にいたとされている。従軍記者が注目されるようになってきたのは、ジャーナリズムや報道といったものが社会において重要な地位を占めてきた近年の話であり、特に第二次世界大戦では多くの従軍記者が戦場の様子を克明にレポートした。
ベトナム戦争においては、シーモア・ハーシュ、ディッキー・チャペル、ケイト・ウェブ、ピーター・アーネットなど、多くの特派員がベトナムで活動し、そのレポートや映像が反戦運動に大きな影響を与えた。
日本における初期の従軍記者には、台湾出兵を取材した岸田吟香（東京日日新聞）、西南戦争を取材した福地源一郎（東京日日新聞）や犬養毅（郵便報知新聞（後の報知新聞））、日清戦争に従軍した亀井茲明伯爵がいる。

## 国際法上の地位
ジュネーヴ諸条約第一追加議定書では武力紛争の際の報道関係者の保護を規定している。ただし、ジュネーヴ諸条約第一追加議定書は国家間の国際的武力紛争を対象とした条約なので、一国内の内戦・内乱の場合は対象外である。国際的武力紛争の際に、職業上の危険な任務に従事する報道関係者は文民として保護される。ただし、戦闘行為に参加するなど、文民としての地位と両立しないような行動をとった場合、その保護は喪失する。
報道関係者は戦場において自らが報道関係者であることを証明するための身分証明書を取得することができる。身分証明書は、報道関係者の国籍国・居住国又は所属する報道機関が所在する国の政府が発行する。
日本も2005年2月28日にジュネーヴ諸条約第1追加議定書の当事国となったため、国外での戦争・武力紛争の取材等に行く報道関係者に対し、身分証を発行している。報道機関に所属する報道関係者だけではなく、報道機関に所属していないいわゆるフリーの報道関係者、さらに、外国プレス関係者も対象である。また、記者・カメラマンだけでなく、それらの者を補助するアシスタント、エンジニアも「報道関係者」に含まれる。身分証の発行を希望する報道関係者は外務省報道課（外国プレス関係者の場合は外務省国際報道官室）に申請し、必要条件を満たせば外務省が身分証を発行する。
報道関係者が軍隊の認可を受けた上で軍隊に随伴して行動している場合、その報道関係者は従軍記者と呼ばれ、文民ではあるが、ジュネーブ諸条約に基づき捕獲された場合に捕虜となる権利を有する。
戦後の日本では軍事行動への忌避感が強く、放送局や新聞は従軍記者を派遣しておらず、軍の公式発表やフリーランスの戦場カメラマンからの情報に頼っていた。しかしイラク戦争において日本テレビが、今泉浩美らの取材チームをアメリカ陸軍第3歩兵師団へ従軍記者として派遣した例がある。

## 著名な従軍記者
- ヘンリー・クラブ・ロビンソン（英語版） - ナポレオン戦争のスペインでの戦い半島戦争に送られたタイムズの特派員。
- ウィリアム・ハワード・ラッセル（英語版） - タイムズがクリミア戦争に派遣した世界初の従軍記者。
- ウィンストン・チャーチル - 若いころキューバ、スーダン、インド、南アフリカで従軍取材。
- 安保久武 - 東京日日新聞のカメラマンとして満州事変の頃より中国で活動、香港攻略戦[1]、マレー攻略の銀輪部隊[2]、シンガポール陥落の写真等で知られる[3]。海軍落下傘部隊の写真が陸軍の不興をかったらしく、父の死で帰国した際に東京本社の陸軍担当記者から従軍記者の資格でいることが非国民だと詰め寄られ従軍記者証を返却したところ輜重兵として徴兵される。戦後は「東京写真記者協会」設立や「毎日グラフ」創刊に携わる[3]。毎日新聞東京本社写真部長、事業部長、毎日映画社社長などを歴任[3]。
- シーモア・ハーシュ - ソンミ村虐殺事件の報道により1970年度ピューリッツァー賞を受賞。
- マルグリート・ヒギンズ - 『ニューヨーク・ヘラルド・トリビューン』の女性記者（第二次世界大戦、朝鮮戦争、ベトナム戦争に参加）。
- ケイト・エイディ（英語版） - BBCの記者。著書に『ふだん着で戦場へ―最前線からニュースを伝えて』がある。駐英イラン大使館占拠事件を描いた映画『6日間』ではアビー・コーニッシュが演じた。
- 岸田吟香 - 日本初の従軍記者。

### 第一次世界大戦
イギリスの戦争大臣ホレイショ・ハーバート・キッチナーが従軍記者を認めていなかったが、イギリス側の従軍記者としてBasil Clarke、Philip Gibbsなど数少ない記者が従軍した。また、フランスも戦争報道を認めていなかった。

### 第二次世界大戦
枢軸国側
- 大宅壮一 - 日中戦争、太平洋戦争に従軍。

連合国側
- クレア・ホリングワース（英語版） - 第二次世界大戦勃発の第一報を伝えた記者として知られる。
- アーニー・パイル - 第二次世界大戦で主として太平洋戦線（太平洋戦争）を取材。
- ウォルター・クロンカイト - 第二次世界大戦で主としてヨーロッパ戦線において従軍記者として活動した。
- エドワード・R・マロー - 第二次世界大戦でヨーロッパ戦線で従軍記者として活動し、特にバトル・オブ・ブリテンにおけるラジオレポートは高い評価を受けている。
- エドガー・ライス・バローズ - 第二次世界大戦では作家業を中断しロサンゼルス・タイムズの特派員として太平洋戦線を取材。
- ロバート・シャーロッド（英語版） - WW2、ベトナム戦争に従軍したタイム誌の記者[4]。
- Рюмкин, Яков Израилевич（ロシア語版） - ロシアの新聞紙『プラウダ』の従軍記者。

### ベトナム戦争
- 開高健 - 朝日新聞社臨時特派員としてベトナム戦争に従軍。『南ヴェトナム報告』を「週刊朝日」で連載し、それをまとめた『ベトナム戦記』を刊行する。
- バーナード・B・フォール（英語版） - ベトナム戦争に従軍中の1967年、地雷を踏み死去。
- ピーター・アーネット（英語版） - ベトナム戦争と湾岸戦争の取材で知られる。
- ケイト・ウェブ（英語版） - 主にベトナム戦争の取材で知られる。
- ジョー・ギャロウェイ（英語版） - ベトナム戦争を描いた映画『ワンス・アンド・フォーエバー』の原作者。2017年の映画『記者たち 衝撃と畏怖の真実』ではトミー・リー・ジョーンズが演じた。
- マイケル・ハー - 1967年から1969年まで『エスクァイア』の特派員としてベトナム戦争を取材。この時の体験を元に1977年に『Dispatches』を出版した。
- オリアーナ・ファラーチ - ベトナム戦争や印パ戦争を取材。

### シリア内戦
- ジェームズ・フォーリー - シリア内戦を取材していた際に、ISILによって拉致され殺害された。ISILによって殺された最初のアメリカ市民。
- メリー・コルヴィン - 『サンデー・タイムズ』の記者。シリア内戦取材中に戦闘に巻き込まれ死去。